# アイ・ファイン、サンキュー、ラブ・ユー
『アイ・ファイン、サンキュー、ラブ・ユー』（ ไอฟาย..แต๊งกิ้ว..เลิฟยู้ ）は2014年のタイのロマンティック・コメディ映画。監督は『ATM เออรัก เออเร่อ』なども監督したメート・タラートン。主演はサニー・スワンメーターノンとプリーチャヤー・ポンタナーニコン。
2014年12月10日封切り。同日午前中にメディア向けガラ公開が行われた。 同日、この映画は"愛しのゴースト"を越えGTH公開映画最高の初日売り上げとなる29.17百万バーツを記録した。

## 出演
- サニー・スワンメーターノン (ジム) 工場勤務の、暴力的だが実は優しい男性
- プリーチャヤー・ポンタナーニコン (プレーン) かわいい女性英語教師
- ポップトーン・スントーンヤーンナキット (プルーク) 温厚でユーモアもある、英語学校の生徒。
- Kornpob Janjarearn (ジョーク) ときにジムをイラつかせる、ジムの子分
- Kunyada Tawiya (エーオ) ジョークのガールフレンド。ジムと対立する。
- Puttachat Pongsuchat (トゥイ) プレーンのアシスタント。発音が少し変。
- 蒼井そら (カヤ) ジムの元恋人。恋愛に関するトラブルの元となる

### カメオ出演
- Kanjana Jindawat (プルークの母親)
- Surasee Itthikul (パーティーの歌手)

## あらすじ
英語教師であるプレーンは悩んでいた。タイ語のわからない教え子カヤがアメリカに転勤する際、英語のわからないボーイフレンドであるジムと別れたいというのだ。彼女はUSBメモリに別れ話を録画し、プレーンに翻訳を頼んで去った。
別れ話を聞いたジムは怒る。別れるきっかけとなったのはプレーンが英語を教えたからだというのだ。カヤを追いかけてアメリカに転勤するため、ジムはプレーンに英語を教えるよう迫る。プレーンはいやいやながらも同意する。
2人はコーヒー店で授業を始める。ジムは工場の整備員であり、英語能力は非常に低かった。プレーンはジムに発音から教え、仮想的な会話や童話なども題材に使っていく。勉強は難航したが、ジムの努力を感じ、プレーンは改めてジムのことを見直す。
その頃、プレーンは"プルーク"という男性と恋に落ちていた。プルークはビジネス英会話の生徒であり、ハンサムかつ家柄もよい、まさに全女性の夢のような男性だった。ロマンティックな男性でもあるプルークはプレーンにサプライズを多くしかけ、結局2人は恋人同士になった。
しかしながら、プレーンがジムのことを教えていくうちに、2人はお互いの習性や本当の気持ちを知るようになっていく。元々嫌っていたものの知らぬ間にだんだんとお互いを好きになっていった2人。プレーンはプルークと別れるが、ジムにはカヤから聞いた面接テスト必勝のための過去問を教える。"この会社の創業者は?"というその質問に、ジムは"ドラえもん"と答えて面接を諦めるのだった。

## サウンドトラック
- ABC チャカトゥック  -  プリーチャヤー・ポンタナーニコン , サニー・スワンメーターノン ,  Kunyada Tawiya , หมวดแวน
- Walk You Home  - Surasee Itthikul

## 受賞
| 賞                   | 部門                                          | 結果       |
| -------------------- | --------------------------------------------- | ---------- |
| 第24回スパンナホン賞 | 作品賞                                        | ノミネート |
| 第24回スパンナホン賞 | 主演女優賞 (プリーチャヤー・ポンタナーニコン) | ノミネート |
| 第24回スパンナホン賞 | 主演男優賞 (サニー・スワンメーターノン)       | ノミネート |
| 第24回スパンナホン賞 | 助演男優賞 (Popetorn Soonthornyanakij)        | ノミネート |
| 第24回スパンナホン賞 | 監督賞 (メート・タラートン)                   | ノミネート |
| 第24回スパンナホン賞 | 脚本賞                                        | ノミネート |
| 第24回スパンナホン賞 | 編集賞                                        | ノミネート |
| 第24回スパンナホン賞 | 音楽賞                                        | ノミネート |
| 第24回スパンナホン賞 | 主題歌賞 (Surasee Itthikul)                   | ノミネート |
| 第24回スパンナホン賞 | 衣装デザイン賞                                | ノミネート |
| Cash Awards 2015     | ティーンエイジ映画賞                          | 受賞       |

## リメイク
アイ・ファイン、サンキュー、ラブ・ユーはインドネシアの映画会社にリメイク権を買われ、Love You, Love You Notという題名で2015年8月15日に公開された。